# Chemin des Maraîchers
Le chemin des Maraîchers (en occitan : camin dels Ortalièrs) est une voie de Toulouse, chef-lieu de la région Occitanie, dans le Midi de la France.

## Situation et accès

### Description
Le chemin des Maraîchers est une voie publique. Il se trouve dans le quartier de Rangueil. Il correspond à une partie de l'ancien chemin vicinal no 20, qui reliait deux parties de la route de Montpellier (actuelles avenue Jules-Julien et route de Narbonne) en suivant le cours du ruisseau de Miègesoles (actuels avenue de Rangueil et chemin des Maraîchers).
La chaussée compte une voie de circulation automobile dans chaque sens. Elle appartient à une zone 30 et la vitesse y est limitée à 30 km/h. Il existe de plus une bande cyclable dans chaque sens de circulation.

### Voies rencontrées
Le chemin des Maraîchers rencontre les voies suivantes, dans l'ordre des numéros croissants (« g » indique que la rue se situe à gauche, « d » à droite) :
1. Route de Narbonne
2. Chemin Georges-Mignonac (d)
3. Place Édouard-Filhol (d
4. Impasse Henri-Dominique-Lacordaire (g)
5. Allée Jacques-Maritain - accès piéton (g)
6. Avenue de Rangueil

### Transports
Le chemin des Maraîchers est parcouru et desservi par les lignes de bus 344478. De plus, débouche, au carrefour de la place Édouard-Filhol, la station Faculté-de-Pharmacie, sur la ligne de métro . Enfin, au sud, le long de la route de Narbonne, se trouvent la station Université-Paul-Sabatier, sur la même ligne de métro, ainsi que le terminus de la ligne du téléphérique urbain Téléo, et une gare de bus fréquentée par les lignes de bus 34445456788182.
Il existe plusieurs stations de vélos en libre-service VélôToulouse le long du chemin des Maraîchers ou dans les rues voisines station : no 228 (118 route de Narbonne, no 228 (face 35 chemin des Maraîchers) et no 229 (129 avenue de Rangueil).

## Patrimoine et lieux d'intérêt

### Université Paul-Sabatier
- no  3 : Faculté de chirurgie dentaire.

- no  35 : Faculté des sciences pharmaceutiques. 
La faculté des sciences pharmaceutiques est une des six facultés de l'université Toulouse-III-Paul-Sabatier, lors de sa création en 1969. En 2022, elle a fusionné avec les deux facultés de médecine de Purpan et de Rangueil, et avec la faculté d'odontologie, en une seule faculté de santé. Elle accueille, à cette date, environ 2 000 étudiants.
La construction des bâtiments de la faculté des sciences pharmaceutiques, entre 1977 et 1981, appartient à la dernière phase de construction du campus de Rangueil, dont les travaux ont commencé en 1961. Le projet en est conçu par l'architecte Roger Taillibert[2]. Il utilise une vaste parcelle de 58 870 m2, cédée par le couvent des Dominicains (actuel no 1 impasse Henri-Dominique Lacordaire), forme ainsi un ensemble indépendant[2]. Il est composé de sept bâtiments, agencés en un système de coques triangulaires en béton armé sous tension. Les menuiseries extérieures sont en aluminium. À l'intérieur, les espaces sont divisés en plusieurs niveaux (trois pour les coques A, B, C et D, deux pour les coques E, F et G). Ils sont également répartis selon leurs fonctions : amphithéâtres (coques D et F), travaux pratiques (coques A, B et C) et administration (coque D)[3]. Cependant, ils sont touchés par de lourds problèmes de vétusté et de non-conformité.